# Puppglanssteklar
Puppglanssteklar (Pteromalidae) är en familj av steklar som beskrevs av Johan Wilhelm Dalman 1820. Enligt Catalogue of Life och Dyntaxa ingår puppglanssteklar i överfamiljen glanssteklar (Chalcidoidea), ordningen steklar, klassen egentliga insekter, fylumet leddjur och riket djur. Enligt Catalogue of Life omfattar familjen Pteromalidae 2997 arter. 

## Bildgalleri

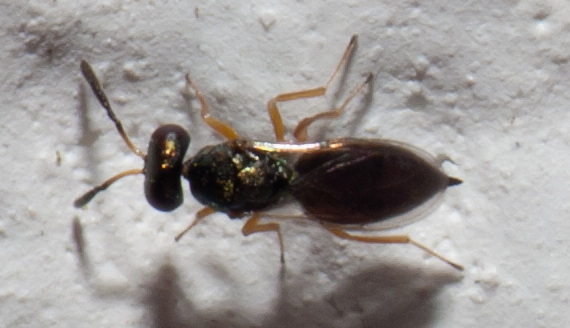
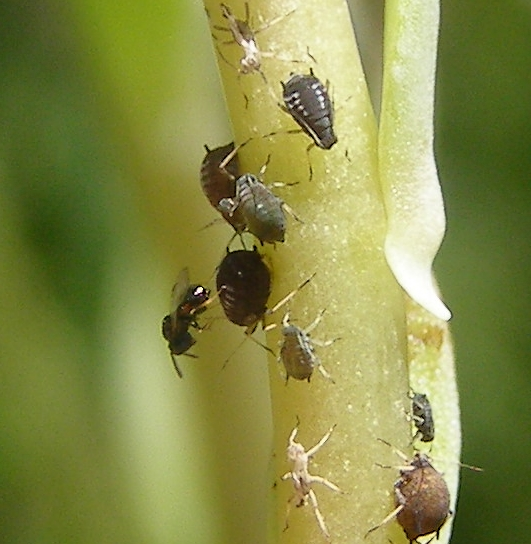
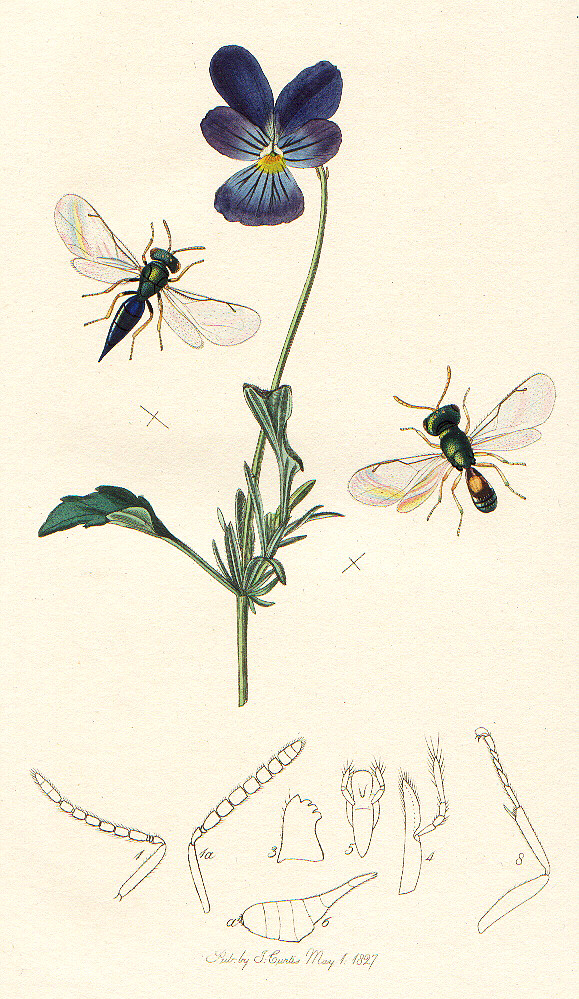
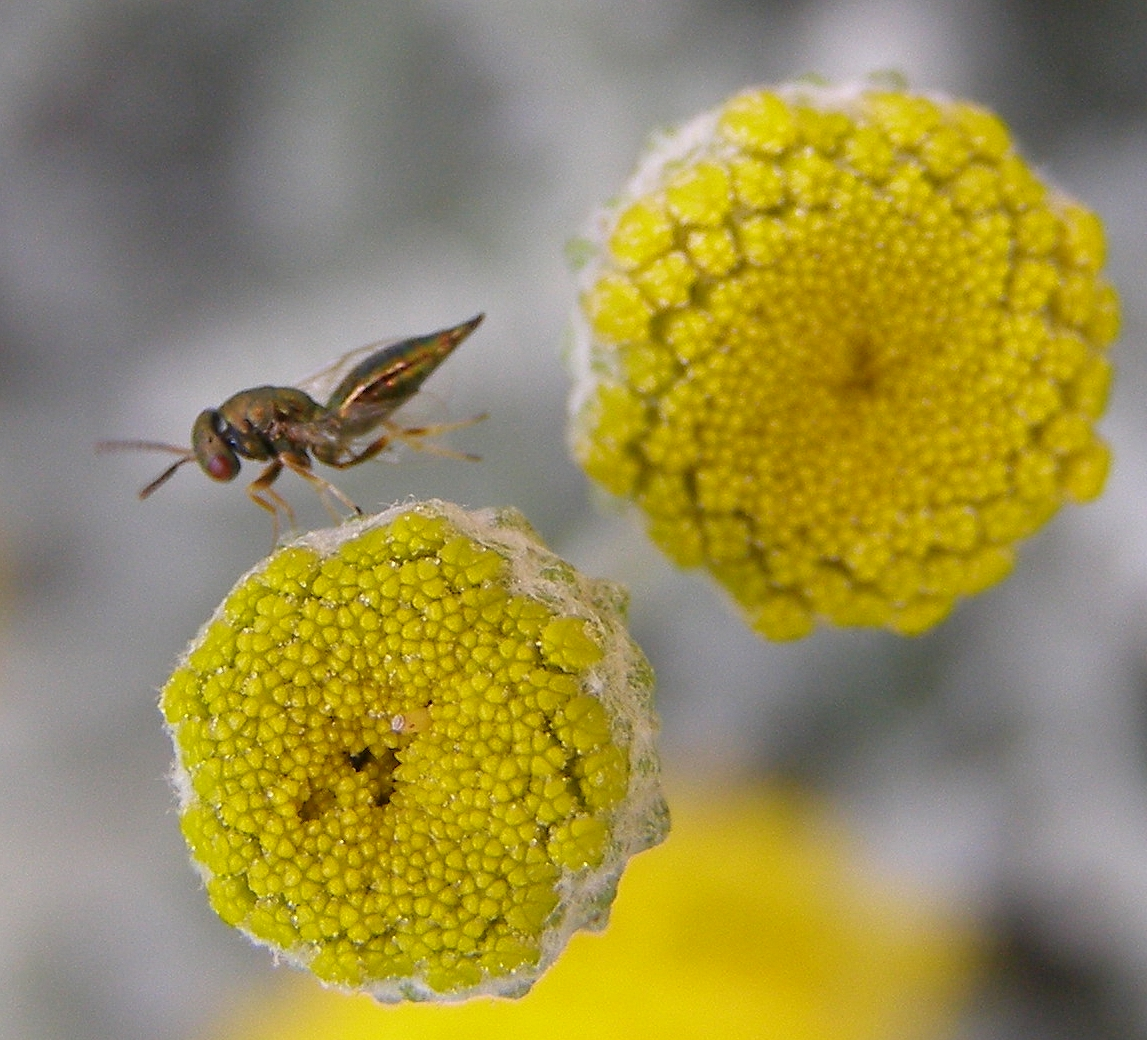
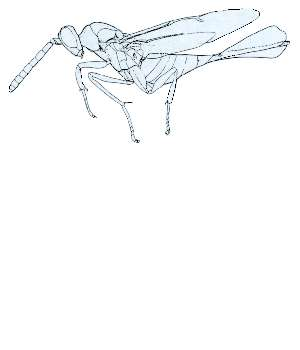
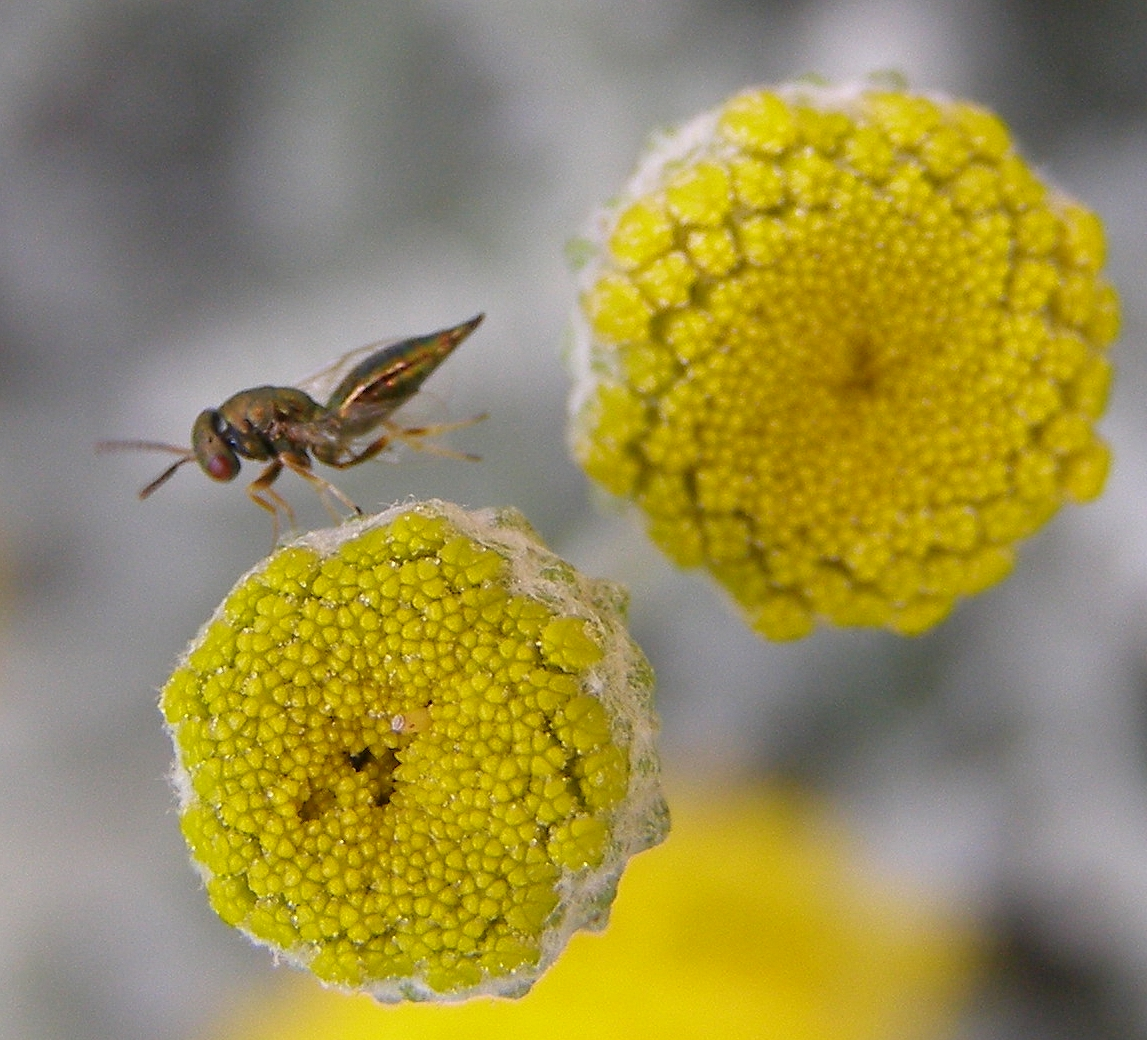

## Dottertaxa till puppglanssteklar, i alfabetisk ordning[1][2]
- Ablaxia
- Abomalus
- Acaenacis
- Acerocephala
- Acoelocyba
- Acroclisella
- Acroclisis
- Acroclisissa
- Acroclisoides
- Acroclypa
- Acrocormus
- Aditrochus
- Aeschylia
- Afropsilocera
- Agamerion
- Aggelma
- Agiommatus
- Agrilocida
- Aiemea
- Allocricellius
- Alloderma
- Alticornis
- Alyxiaphagus
- Amandia
- Amazonisca
- Amblyharma
- Amblypachus
- Ambogaster
- Amerostenus
- Ammeia
- Amoturella
- Amphidocius
- Andersena
- Angulifrons
- Anisopteromalus
- Ankaratrella
- Anogmoides
- Anogmus
- Anorbanus
- Apelioma
- Aphobetus
- Apsilocera
- Apycnetron
- Arachnopteromalus
- Ardilea
- Arriva
- Arthrolytus
- Asaphes
- Asaphoideus niger
- Asparagobius braunsi
- Atrichomalus trianellatus
- Ausasaphes
- Australeunotus ruskini
- Australolaelaps aeneiceps
- Australurios longispina
- Austrosystasis atricorpus
- Austroterobia
- Babina (Babina gracilis)
- Bairamlia fuscipes
- Balrogia striata
- Baridobius primulus
- Bekiliella cyanea
- Blascoa ephedrae
- Boeria saetosa
- Bofuria
- Boharticus
- Bohpa maculata
- Bomburia femorata
- Bonitoa nigra
- Boucekius primevus
- Brachycaudonia
- Brachyscelidiphaga
- Briania
- Bruesisca submersus
- Bubekia
- Bubekiana kuscheli
- Bugacia
- Bupronotum zhuangarum
- Caenacis
- Caenocrepis
- Cairnsia
- Callicarolynia
- Callimerismus
- Callimomoides
- Calliprymna
- Callitula
- Callocleonymus
- Calolelaps
- Cameronella
- Canberrana
- Capellia
- Catolaccus
- Cavitas
- Cea
- Cecidellis
- Cecidolampa
- Cecidostiba
- Cecidoxenus
- Cephaleta
- Ceratetra
- Cerna
- Cerocephala
- Chadwickia
- Chalcedectus
- Chalcidiscelis
- Cheiropachus
- Chlorocytus
- Choetospilisca
- Chromeurytoma
- Chrysoglyphe
- Cleonymus
- Coelocyba
- Coelocyboides
- Coelopisthia
- Collentis
- Collessina
- Colotrechnus
- Conigastrus
- Conomorium
- Conophorisca
- Cooloolana
- Coruna
- Cratomus
- Cryptoprymna
- Cybopella
- Cyclogastrella
- Cyrtogaster
- Cyrtoptyx
- Dasycleonymus
- Dasyneurophaga
- Delisleia
- Dibrachoides
- Dibrachys
- Diconocara
- Diglochis
- Dimachus
- Dinarmoides
- Dinarmolaelaps
- Dinarmus
- Dineuticida
- Dinotiscus
- Dinotoides
- Diourbelia
- Dipachystigma
- Dipara
- Dipareta
- Diparisca
- Diparomorpha
- Dirhicnus
- Ditropinotella
- Divna
- Doddifoenus
- Dolichodipara
- Dorcatomophaga
- Drailea
- Duartea
- Dvalinia
- Ecrizotes
- Ecrizotomorpha
- Edgaria
- Elachertodomyia
- Elachertoidea
- Elatoides
- Elderia
- Encyrtocephalus
- Endomychobius
- Enoggera
- Epanogmus
- Epelatus
- Epicatolaccus
- Epicopterus
- Epipteromalus
- Epistenia
- Epiterobia
- Erdoesia
- Erdoesina
- Erixestus
- Erotolepsia
- Erotolepsiella
- Errolia
- Erythromalus
- Espinosa
- Eucoelocybomyia
- Eulonchetron
- Eumacepolus
- Euneura
- Eunotomyiia
- Eunotopsia
- Eunotus
- Eupelmophotismus
- Eurydinota
- Eurydinoteloides
- Eurydinotomorpha
- Eurytomomma
- Eutelisca
- Euteloida
- Eutrichosoma
- Fanamokala
- Fedelia
- Ferrierelus
- Ficicola
- Fijita
- Frena
- Fusiterga
- Gahanisca
- Gastracanthus
- Gastrancistrus
- Gbelcia
- Genangula
- Globimesosoma
- Globonila
- Glorimontana
- Glyphognathus
- Glyphotoma
- Gnathophorisca
- Goidanichium
- Golovissima
- Grahamisia
- Grissellium
- Grooca
- Guancheria
- Gugolzia
- Guolina
- Gyrinophagus
- Habritella
- Habritys
- Habromalina
- Hadroepistenia
- Haliplogeton
- Halticoptera
- Halticopterella
- Halticopterina
- Halticopteroides
- Hansonita
- Harrizia
- Hedqvistia
- Helocasis
- Hemadas
- Hemitrichus
- Herbertia
- Heteroprymna
- Heteroschema
- Hetreulophus
- Heydenia
- Heydeniopsis
- Hillerita
- Hirtonila
- Hlavka
- Hobbya
- Holcaeus
- Homoporus
- Hubena
- Huberina
- Hyperimerus
- Hypopteromalus
- Idioporus
- Inkaka
- Ischyroptyx
- Ismaya
- Isocyrtella
- Isocyrtus
- Isoplatoides
- Jaliscoa
- Janssoniella
- Kaleva
- Kazina
- Keirana
- Kerya
- Klabonosa
- Kneva
- Kratinka
- Kratka
- Krivena
- Ksenoplata
- Kukua
- Kumarella
- Laesthiola
- Lampoterma
- Lamprotatus
- Lanthanomyia
- Lariophagus
- Lasallea
- Laticlypa
- Lelaps
- Lelapsomorpha
- Leleupia
- Lenka
- Leodamus
- Leptofoenus
- Leptomeraporus
- Liaoella
- Licteria
- Liepara
- Lincolna
- Lisseurytoma
- Lomonosoffiella
- Lonchetron
- Longinucha
- Lycisca
- Lyrcus
- Lysirina
- Lyubana
- Macroglenes
- Macromesus
- Makaronesa
- Malinka
- Manineura
- Maorita
- Marangua
- Marxiana
- Mauleus
- Mayrellus
- Mazinawa
- Megadicylus
- Megamelanosoma
- Melancistrus
- Merallus
- Meraporus
- Merismoclea
- Merismomorpha
- Merismus
- Merisus
- Mesamotura
- Mesolelaps
- Mesopeltita
- Mesopolobus
- Metacolus
- Metastenus
- Meximalus
- Micradelus
- Mimencyrtus
- Mirekia
- Miristhma
- Miscogaster
- Miscogasteriella
- Mnoonema
- Mokrzeckia
- Monazosa
- Monoksa
- Moranila
- Morodora
- Muesebeckisia
- Muscidifurax
- Myrmicolelaps
- Nadelaia
- Nambouria
- Narendrella
- Nasonia
- Nazgulia
- Neapterolelaps
- Neboissia
- Nedinotus
- Nefoenus
- Neocalosoter
- Neocatolaccus
- Neochalcissia
- Neocylus
- Neodipara
- Neoepistenia
- Neolelaps
- Neolyubana
- Neoperilampus
- Neopolycystus
- Neosciatheras
- Neoskeloceras
- Neotoxeumorpha
- Nephelomalus
- Nepistenia
- Nerotolepsia
- Netomocera
- Nikolskayana
- Nodisoplata
- Norbanus
- Nosodipara
- Notanisus
- Notoglyptus
- Notoprymna
- Novitzkyanus
- Nuchata
- Oaxa
- Obalana
- Ogloblinisca
- Omphalodipara
- Oniticellobia
- Oodera
- Oomara
- Ophelosia
- Oricoruna
- Ormocerus
- Ormyromorpha
- Ottaria
- Ottawita
- Oxyglypta
- Oxyharma
- Oxysychus
- Pachycrepoideus
- Pachyneuron
- Pachyneuronella
- Pandelus
- Panstenon
- Papuopsia
- Parabruchobius
- Paracarotomus
- Paracerocephala
- Paracroclisis
- Paradinarmus
- Paraiemea
- Paralaesthia mandibularis
- Paralamprotatus
- Paralycisca
- Parasaphodes
- Paratomicobia
- Parepistenia
- Paroxyharma
- Parurios
- Patiyana
- Peckianus
- Pegopus
- Peridesmia
- Perilampella
- Perilampidea
- Perilampomyia
- Perniphora
- Pestra
- Petipirene
- Pezilepsis
- Phaenocytus
- Plastobelyta
- Platecrizotes
- Platneptis
- Platygerrhus
- Platypteromalus
- Playaspalangia
- Ploskana
- Plutothrix
- Podivna
- Polstonia
- Polyscelis
- Pondia
- Premiscogaster
- Procallitula
- Proglochin
- Promerisus
- Promuscidea
- Propicroscytus
- Propodeia
- Proshizonotus
- Protoepistenia
- Pseudanogmus
- Pseudetroxys
- Pseudipara
- Pseudocatolaccus
- Pseudoceraphron
- Psilocera
- Psilonotus
- Psychophagoides
- Psychophagus
- Pterapicus
- Pterisemoppa
- Pteromalus
- Pterosemigastra
- Pterosemopsis
- Ptinocida
- Pycnetron
- Pyramidophoriella
- Quercanus
- Rakosina
- Raspela
- Rhaphitelus
- Rhicnocoelia
- Rhopalicus
- Riekisura
- Rivasia
- Rohatina
- Romanisca
- Roptrocerus
- Scaphepistenia
- Sceptrothelys
- Schimitschekia
- Schizonotus
- Sciatherellus
- Scutellista
- Sedma
- Seladerma
- Selimnus
- Semiotellus
- Sennia
- Seyrigina
- Shedoepistenia
- Sigynia
- Sirovena
- Sisyridivora
- Solenura
- Sorosina
- Spalangia
- Spalangiolaelaps
- Spalangiopelta
- Spaniopus
- Spathopus
- Sphaeripalpus
- Sphegigaster
- Sphegigastrella
- Sphegipterosema
- Sphegipterosemella
- Spilomalus
- Spinancistrus
- Spintherus
- Spodophagus
- Staurothyreus
- Stenetra
- Stenomalina
- Stenophrus
- Stenoselma
- Stictolelaps
- Stictomischus
- Stinoplus
- Storeya
- Strejcekia
- Striatacanthus
- Susteraia
- Synedrus
- Syntomopus
- Systasis
- Systellogaster
- Systolomorpha
- Szelenyinus
- Tanina
- Teasienna
- Telepsogina
- Termolampa
- Terobiella
- Thaumasura
- Thektogaster
- Theocolax
- Thinodytes
- Thureonella
- Tomicobia
- Tomicobiella
- Tomicobomorpha
- Tomicobomorphella
- Tomocerodes
- Toxeuma
- Toxeumella
- Toxeumelloides
- Toxeumorpha
- Trichargyrus
- Trichilogaster
- Trichokaleva
- Trichomalopsis
- Trichomalus
- Tricolas
- Tricyclomischus
- Trigonoderopsis
- Trigonoderus
- Trigonogastrella
- Trinotiscus
- Tripteromalus
- Tritneptis
- Trjapitzinia
- Trychnosoma
- Tsela
- Tumor
- Uniclypea
- Uriellopteromalus
- Urolepis
- Urolycisca
- Usubaia
- Uzka
- Watshamia
- Velepirene
- Veltrusia
- Vespita
- Westra
- Westwoodiana
- Vrestovia
- Wubina
- Xantheurytoma
- Xestomnaster
- Xiphydriophagus
- Yanchepia
- Yosemitea
- Yrka
- Zdenekiana
- Zeala
- Zebe
- Zolotarewskya